# Refuge du Glacier Blanc
Il refuge du Glacier Blanc (in italiano rifugio del ghiacciaio bianco) è un rifugio alpino situato nel Massiccio des Écrins e nel comune di Pelvoux a 2.542 m s.l.m.

## Collocazione
Il rifugio è situato all'inizio del Glacier Blanc, da cui prende il nome. Si trova inoltre lungo il sentiero che conduce al rifugio des Écrins.

## Accesso
L'accesso avviene partendo dalla località Pré de Madame Carle (1.874 m). Il rifugio si raggiunge in circa tre ore.

## Ascensioni
- Montagne des Agneaux - 3.664 m
- Pic de Neige Cordier - 3.614 m
- Rifugio des Écrins - 3.175 m